# Браун, Георг (футболист)
Гео́рг Бра́ун (нем. Georg Braun; 22 февраля 1907, Вена, Австро-Венгрия — 22 сентября 1963, Линц, Австрия) — австрийский футболист, полузащитник. Участник чемпионата мира 1934 года.

## Биография
Сын венского железнодорожника из Велиштрассе, родился и вырос поблизости от Пратер. Его карьера началась в клубе Даунауштадт, прежде чем он перешёл в клуб второй австрийского лиги Штассенбан. В 1925 году он уходит из Штрассебана в Винер, где он развивает свои футбольные таланты и 4 раза выходит в финал Кубка Австрии, победив лишь раз в 1931 году.
В 1928 году Браун впервые вызывается в сборную Австрии, его дебют 6 мая 1928 года пришёлся на гостевой матч со сборной Венгрии, в Будапеште. После той игры Брауна 3 года не вызывали в национальную команду, второй матч он провел лишь 16 мая 1931 года со сборной Шотландии. Всего Браун провел за сборную 13 матчей забив 1 мяч. Наряду со сборной Австрии Браун сыграл 25 матчай за сборные Вены и Нижней Австрии.
Весной 1935 года, после кратковременного пребывания в Ваккере, Браун переезжает во Францию и выступает за клуб Ренн. В 1939 году он выступает сезон в Линце в качестве играющего тренера.
Во время второй мировой войны, где Браун участвовал в боевых действиях на стороне фашистской Германии, он попадает в плен к солдатам СССР.
По возвращении из России, после окончания Второй Мировой войны, он работал тренером в клубе ЛАСК и тренером сборной Верхней Австрии. Затем работал тренером сборной Эфиопии, ВЁСТа и Грюн-Вейсса из города Михельдорф.
В 1963 году умер от раковой опухоли.

## Достижения
- Обладатель Кубка Австрии: 1931